# جودي براون كلارك
جودي براون كلارك (بالإنجليزية: Judi Brown) هي منافسة ألعاب القوى أمريكية، ولدت في 14 يوليو 1961 في ميلواكي في الولايات المتحدة.

## وصلات خارجية
- جودي براون كلارك على موقع الاتحاد الدولي لألعاب القوى (الإنجليزية)
- جودي براون كلارك على موقع أوليمبيديا (الإنجليزية)